# 自我意像
自我意像（self-image），亦作自我意象或自我映像，为心理學概念，一般用來指一個人在內在的圖像。通常来讲自我意象挺难改变的，它不仅是指能具体被他人观察到的客观事物（身高，体重，头发颜色，性别，智商，成绩等等），而且还指那人通过自身经历或者评价他人而学到的一些事情。对于自我意象一个简单的定义是对于问题“你认为别人怎么看你”的回答。這個名詞原來是客觀的名稱，這個名詞本身並沒有牽涉到價值判斷。

## 概述
一個人對自己的了解經常具有一些完全客觀的資料,譬如:身高、體重、性別等。此外還有一些較抽象的因素，例如：
- 我瘦嗎？
- 我是否超重了？
- 我算好看嗎？
- 我弱嗎？
- 我強壯嗎？
- 我聰明嗎？
- 我笨拙嗎？
- 別人認爲我比較和氣嗎？
- 我是好人？
- 我是壞人？
- 我是陽性？
- 我是陰性？
- 我受歡迎？

## 自我意象的維持
研究證明當人們對一個來自受刻板印象影響的群體做出評價時（如希臘人有數學方面的天賦），人們得出的評價通常受到自身的自我意象影響。取決于自我意象的好壞，如果一個人是自信或自我肯定的，他/她很可能對一個有著刻板印象的群體做出一個較為正面的評價；反之當個人的自我意象受到挑戰或威脅，人們可能會給出更多帶偏見的評價。人們通常會選擇貶低他人來保持自身的尊嚴，在自我意象維持的過程中產生刻板印象和偏見。

### 引用
1. ↑  Fein, S., & Spencer, S.J. (1997). Prejudice as self-image maintenance: Affirming the self through derogating others. Journal of Personality and Social Psychology 73(1), 31-44.
2. ↑  Florack, A., Scarabis, M., & Gosejohann, S. (2005). The Effects of Self-Image Threat on the Judgment of Out-Group Targets. Swiss Journal of Psychology 64(2), 87-101.